# Años 120 a. C.
Los años 120 antes de Cristo comenzaron el 1 de enero del 129 a. C. y terminaron el 31 de diciembre del 120 a. C.

## Acontecimientos
- 123-122 a. C.: Los romanos conquistan las islas Baleares.[1]
- 22 a. C.: Marco Fulvio Flaco y Cayo Sempronio Graco son nombrados tribunos y proponen una serie de reformas en la Antigua Roma.